# Computador de bordo

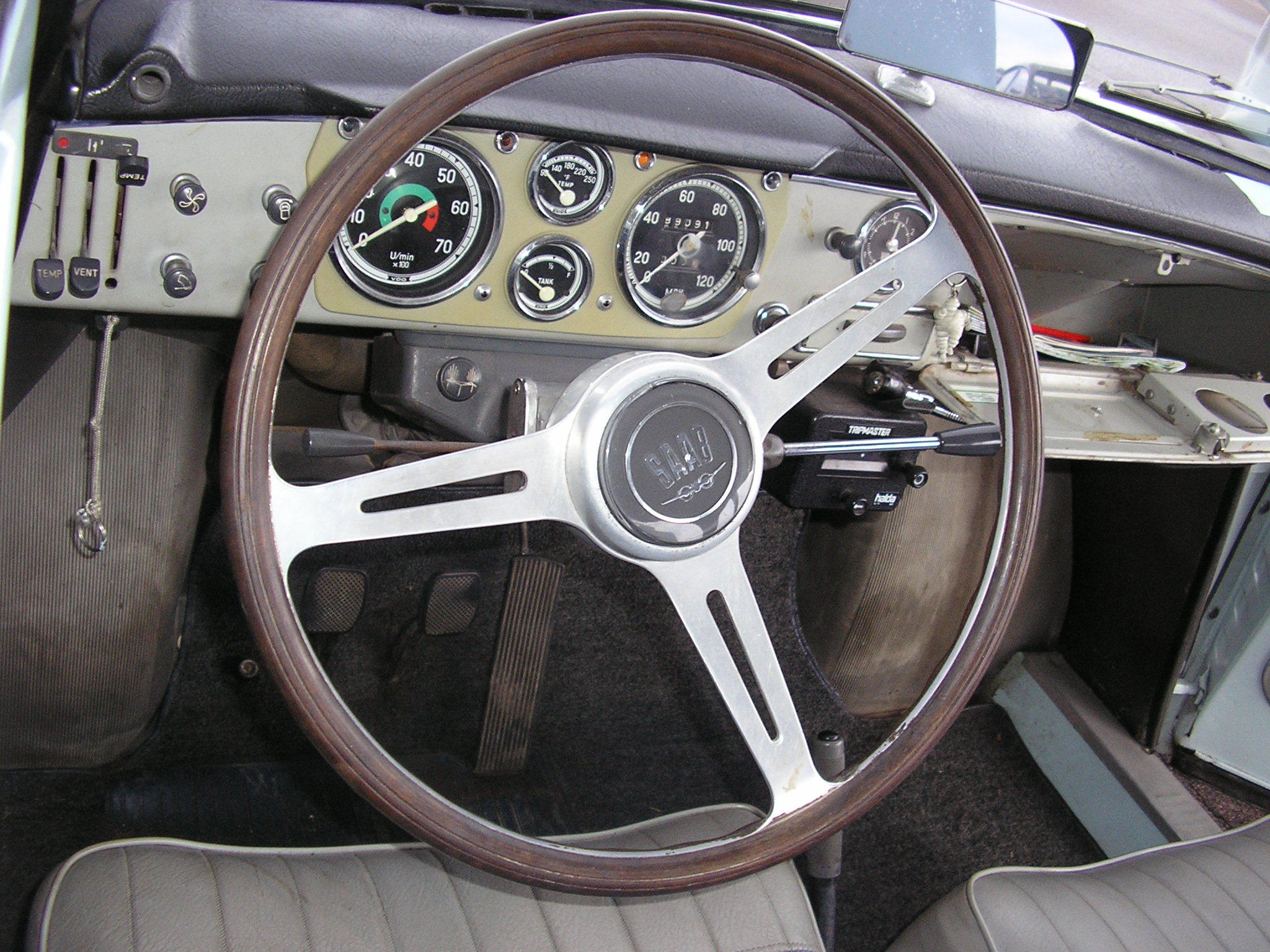
Um Halda Tripmaster está montado sob o painel deste Saab GT850.

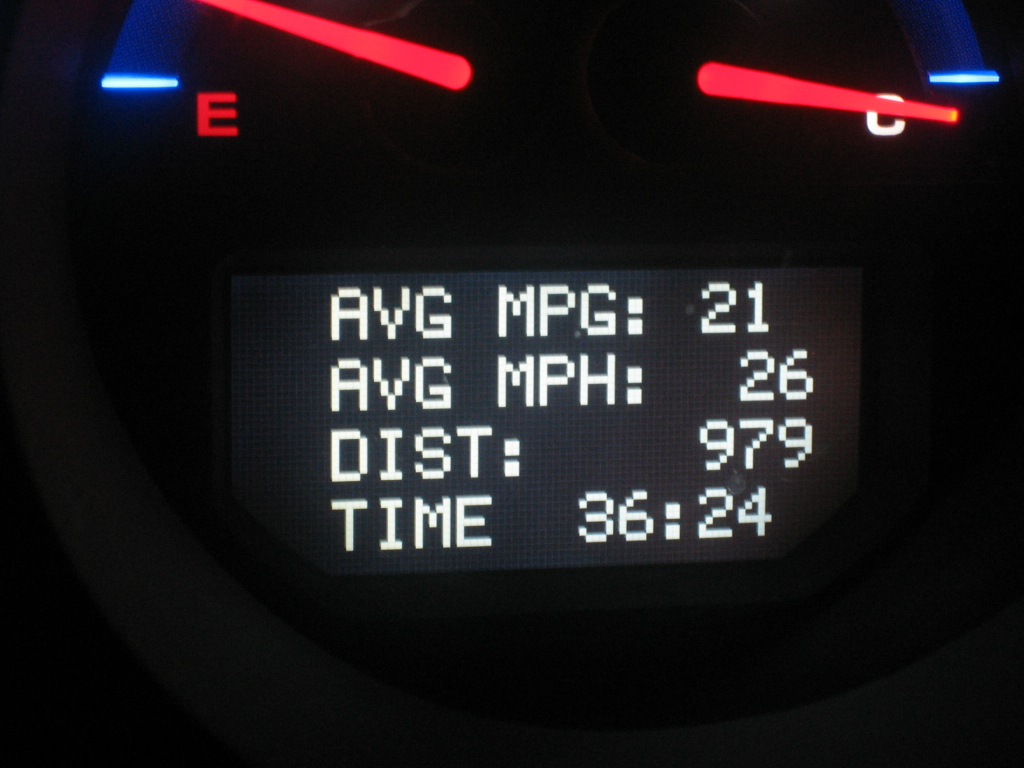
O visor do computador de bordo de um Acura TL 2004, monitorando a quilometragem média, a velocidade média e a distância percorrida no período de tempo declarado.

Um computador de bordo é um computador instalado em alguns carros; a maioria dos computadores de bordo modernos registra, calcula e exibe a distância percorrida, a velocidade média, o consumo médio de combustível e o consumo de combustível em tempo real.
Os primeiros computadores de bordo mecânicos, como o Halda Speedpilot, produzido por um fabricante sueco de taxímetros, foram feitos na década de 1950 como acessórios de carro para permitir que o motorista mantivesse um cronograma determinado, particularmente útil em ralis. Um foi instalado como equipamento padrão no Saab GT750 de 1958. O Fiat 1900 de 1952 saía de fábrica com um dispositivo mecânico complexo, chamado mediometro em italiano, que mostrava a velocidade média. Em 1978, a divisão Cadillac da General Motors introduziu o "Cadillac Trip Computer", disponível no Cadillac Seville; a Chrysler também lançou um computador de bordo elétrico em seu Omni/Horizon de baixo custo. Eles podem variar de básicos a complexos. Os computadores de bordo mais básicos incorporam quilometragem média de combustível e talvez um visor de temperatura externa. As versões médias geralmente incluem informações sobre combustível, velocidade, distância, direção cardinal (bússola) e tempo decorrido. Os computadores de bordo mais avançados são reservados para carros de luxo e geralmente exibem um cronômetro, informações sobre a pressão dos pneus, avisos de excesso de velocidade e muitos outros recursos.
Às vezes, o visor do computador de bordo fica no painel de instrumentos, no painel de bordo ou na tela do sistema de navegação, ou em um console superior. Alguns visores incluem informações sobre manutenção programada.
O Fiat Prêmio de 1985 foi o primeiro carro produzido no Brasil a ser equipado com um computador de bordo, que media quilômetro por litro instantâneo, média de quilômetros por litro, litros de combustível consumidos, quilômetros percorridos, autonomia em quilômetros, quilômetros por litro para autonomia, velocidade média e cronômetro de hora e data. O sistema passou a ser opcional no Fiat Uno.